# كلية الصليب المقدس
كلية الصليب المقدس (بالإنجليزية: Holy Cross) هي كلية خاصة للفنون الحرة اليسوعية تقعُ في ووستر، ماساتشوستس. تأسَّست في عام 1843، وهي أقدم كلية كاثوليكية في نيو إنجلاند وواحدة من أقدم الكليات في الولايات المتحدة.
افتتحت كمدرسة للبنين تحت رعاية جمعية يسوع، وكانت أول كلية يسوعية في نيو إنجلاند. اليوم، كلية الصَّليب المُقدَّس جزء من رابطة الكليات والجامعات اليسوعية (AJCU) وكليات اتحاد كونسورتيوم ورسستر (COWC). تسمى فرق كلية الصَّليب المُقدَّس الرياضية الصليبيين ولونها الوحيد هو البنفسجي؛ يتنافسون في دوري القسم الأول كأعضاء في الدوري الوطني.

## التاريخ

### البدايات
تأسست كليّة كلية الصَّليب المُقدَّس بواسطة ذا آر تي ريف. وبنديكت جوزيف فينويك الثاني أسقف بوسطن، بعد جهوده لتأسيس كلية كاثوليكية في بوسطن أحبطت من قبل قادة المجتمع المدني البروتستانتية في المدينة. منذ بداية ولايته كأسقف، كان فينويك ينوي إنشاء كلية كاثوليكية داخل حدود أبرشيته.

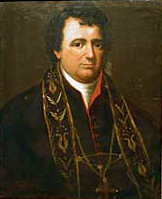
الأسقف بنديكت جوزيف فينويك مؤسس كلية الصَّليب المُقدَّس

ساءت العلاقات مع القادة المدنيين في بوسطن لدرجة أنه عندما تم تأمين كلية يسوعية أخيرًا في عام 1843، قرر فينويك ترك مدرسة بوسطن وفتح بدلاً من ذلك كلية الصليب المقدس 45 ميل (72 كـم) غرب المدينة في وسط ماساتشوستس، حيث شعر أن اليسوعيين يمكن أن يعملوا باستقلالية أكبر. موقع الكلية، جبل سانت جيمس، احتلته في الأصل مدرسة داخلية كاثوليكية رومانية يديرها القس. جيمس فيتون، مع مساعده غير المتخصص جوزيف بريجدين، منذ عام 1832. في 2 فبراير 1843، الأب. باع فيتون الأرض إلى الأسقف فينويك وأبرشية بوسطن لاستخدامها في تأسيس كلية الروم الكاثوليك التي أرادها الأسقف في بوسطن. أعطى فينويك الكلية اسم كنيسته الكاتدرائية، كاتدرائية الصليب المقدس. رسائل الأسقف تسجل حماسه للمشروع وكذلك لموقعه:
في شهر مايو القادم سأضع الأساس لكلية رائعة في ووستر... تم احتساب 100 فتى وسأخذهم مقابل 125 دولارًا لكل فرد. وتزويدهم بكل شيء ما عدا الملابس. ألن يكون هذا تعهدا جريئا؟ ومع ذلك سأحاول ذلك. وسوف يقف على مكانة مرموقة وسيطل على منظر مدينة ووستر بأكملها.
افتتحت المدرسة في أكتوبر 1843 مع القس توماس إف موليدي الرئيس السابق لجامعة جورج تاون، كأول رئيس لها، وفي اليوم الثاني من نوفمبر، مع ستة طلاب تتراوح أعمارهم بين 9 و19 عامًا، تم عقد الفصول الأولى. في غضون ثلاث سنوات، زاد الالتحاق إلى 100 طالب. في البداية كان التعليم أكثر على مستوى المدارس الابتدائية والثانوية، أصبحت فيما بعد مؤسسة ذات مستوى أعلى.
منذ تأسيسها، أنتجت كلية الصَّليب المُقدَّس خامس أكثر أعضاء رجال الدين الكاثوليك من جميع الكليات الكاثوليكية الأمريكية. تخرج الفصل الأول في عام 1849، بقيادة الطالب المتفوق جيمس أوغسطين هيلي، وهو ابن مختلط العرق لزارع أيرلندي في جورجيا وزوجته في القانون العام، وهي عبد سابق مولاتو. يُعرف هيلي الآن بأنه أول أسقف أمريكي من أصل أفريقي في الولايات المتحدة، ولكن في ذلك الوقت تم تحديده على أنه كاثوليكي إيرلندي أبيض وتم قبوله إلى حد كبير على هذا النحو، دون إنكار أصله الأفريقي. أرسل والده جميع أبنائه إلى الشمال لتعليمهم في كلية هولي كروس؛ أصبح ابنان آخران كهنة، وعملت ثلاث بنات أيضًا في الكنيسة الكاثوليكية. تخرج هيلي مع صديقه المقرب كولبي كين، الذي سيواصل أيضًا الانضمام إلى رجال الدين، وكان له تأثير في العديد من كتابات هيلي المبكرة حول تحوّل القربان المقدس.

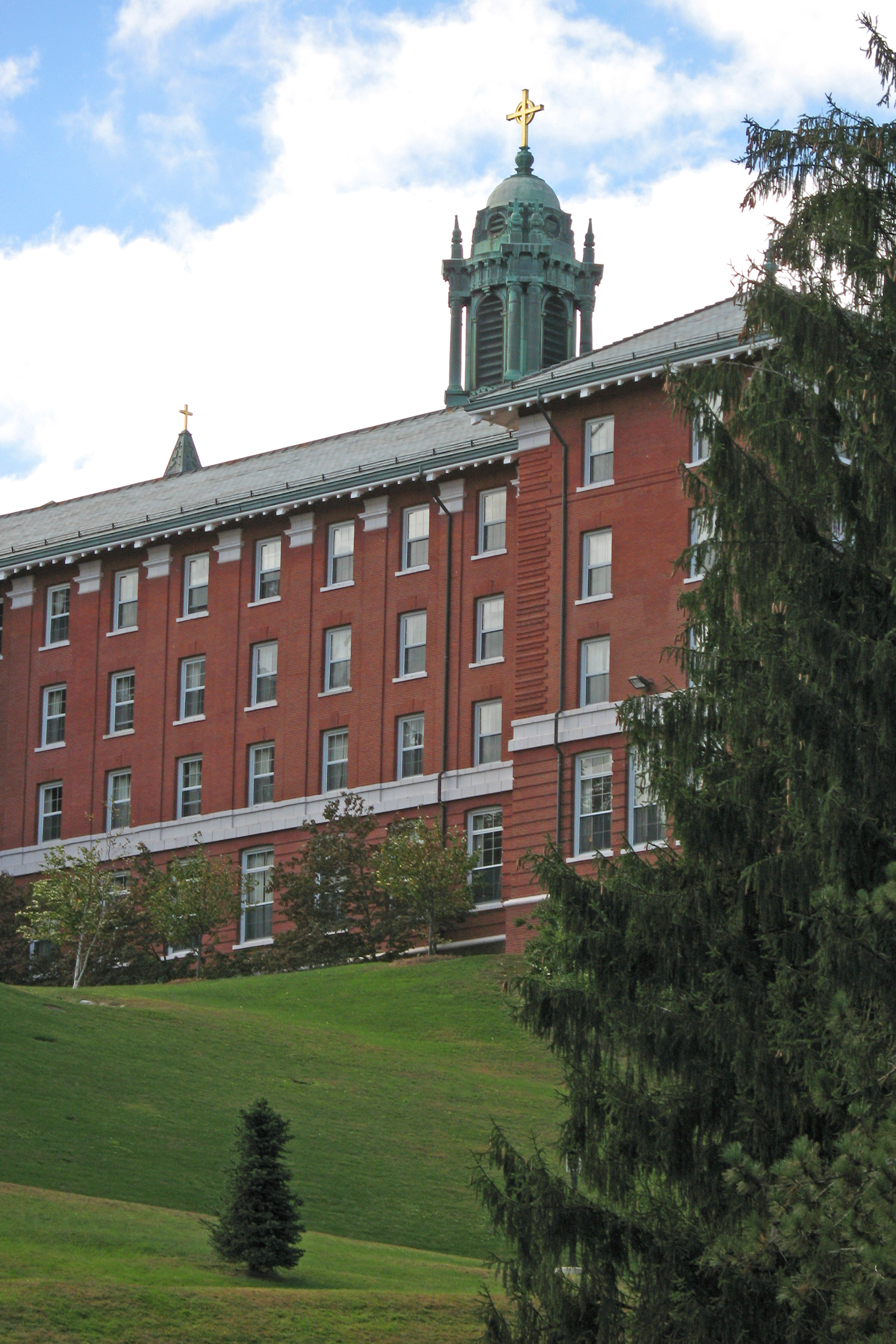
قاعة الخريجين في كليّة الصليب المقدس

تم تدمير قاعة فينويك، المبنى الرئيسي للمدرسة، بالكامل بنيران عام 1852. تم جمع الأموال لإعادة بناء الكلية، وفي عام 1853 افتتحت للمرة الثانية. تم رفض التماسات لتأمين ميثاق للكلية من المجلس التشريعي للولاية في عام 1847 لمجموعة متنوعة من الأسباب، بما في ذلك معاداة الكاثوليكية من جانب بعض المشرعين. أثار معدل الهجرة المتزايد من أيرلندا خلال سنوات المجاعة مقاومة من بعض سكان ماساتشوستس. في البداية، تم التوقيع على دبلومات الصليب المقدس من قبل رئيس جامعة جورج تاون. بعد النفي المتكرر، تم منح الميثاق أخيرًا في 24 مارس 1865 من قبل الحاكم جون ألبيون أندرو.

### الحرب العالمية الثانية
خلال الحرب العالمية الثانية، كانت كلية الصَّليب المُقدَّس واحدة من 131 كلية وجامعة على المستوى الوطني التي شاركت في برنامج تدريب في-12 نافي كوليج الذي قدم للطلاب مسارًا إلى لجنة بحرية.

### التاريخ الحديث
في عام 1998، بدأت كلية الصَّليب المُقدَّس حملة رأس المال لمدة ثماني سنوات، مع فترة هدوء مدتها ثلاث سنوات. انتهت حملة كلية الصَّليب المُقدَّس في السنة المالية 2006 بمبلغ 216.3 مليون دولارًا تمَّ جمعها، متجاوزة هدفها الأصلي البالغ 175 مليونًا دولارًا. سمحت الأموال لـ كلية الصَّليب المُقدَّس بإنشاء 12 منصبًا جديدًا في هيئة التدريس، إلى جانب أكثر من 75 منحة دراسية جديدة للطلاب. قدمت الحملة الدعم لتجديد ماري تشابل وكذلك بناء مرافق جديدة في الحرم الجامعي، بما في ذلك قاعة سميث التي تضم مركز مايكل سي ماكفارلاند الجديد للدين والأخلاق والثقافة؛ مسكن على طراز شقة من خمسة طوابق يضم 244 من كبار السن؛ وملعب كرة قدم جديد بسعة 1350 مقعدًا. خلال الحملة، نما وقف الكلية إلى أكثر من 544 مليون دولارًا.
في 1 يوليو 2000، القس. أصبح مايكل سي ماكفارلاند رئيسًا للكلية. في عام 2011، القس فيليب لام بوروو، نائب الرئيس للبعثة وزارة في جامعة جورج تاون كان اسمه، خليفة مكفارلاند. في أوائل عام 2018، بدأت الكلية في استكشاف إمكانية تغيير التميمة «الصليبية» والصور المرتبطة بها علنًا. قررت قيادة الكلية في النهاية الاحتفاظ بالتميمة، وميزت استخدامها للقب من الارتباطات التاريخية بالحملات الصليبية. تمشيا مع هذا، قررت قيادة الكلية سحب الصور المستخدمة سابقًا لفارس مسلح من العصور الوسطى مرتبط باللقب. في سبتمبر 2020، أعلن بوروغوتس استقالته المخطط لها اعتبارًا من 30 يونيو 2021. وخلفه فينسينت د. روجو، عميد كلية الحقوق في بوسطن كوليدج. روجيو هو أول رئيس أسود وأول رئيس في تاريخ الكلية.

## أكاديميون
يوجد في كلية الصَّليب المُقدَّس 328 من أعضاء هيئة التدريس الذين يقومون بتدريس 3142 طالبًا جامعيًا. تقدم 28 تخصصًا تركز بشكل أساسي على مناهج الفنون الحرة، ويؤدي كل منها إلى إكمال درجة البكالوريوس في الآداب. يجب على جميع المرشحين للحصول على درجة البكالوريوس إكمال 32 فصلًا دراسيًا بنجاح في ثمانية فصول دراسية من الدراسة بدوام كامل للتخرج. تتضمن المتطلبات المشتركة مقررًا واحدًا في كل من الفنون، والأدب، والدين، والفلسفة، والتاريخ، والدراسات عبر الثقافات؛ ودورتان في دراسات اللغة والعلوم الاجتماعية والعلوم الطبيعية والرياضية. اعتبارًا من عام 2010، كانت كلية الصَّليب المُقدَّس ضمن أفضل 3 ٪ من كليات السنوات الأربع من حيث عدد الطلاب الذين يواصلون الحصول على الدكتوراه في مجالاتهم.
كانت التخصصات الخمسة الأولى للعام الدراسي 2008-2009 هي الاقتصاد، واللغة الإنجليزية، وعلم النفس، والعلوم السياسية، وعلم الاجتماع. لدى جامعة الصليب القدس تخصصات متعددة، وبرامج ما قبل الاحتراف، وخيار إنشاء تخصص رئيسي أو ثانوي من خلال مركز الدراسات متعددة التخصصات والخاصة. طلاب كلية الصَّليب المُقدَّس الذين يتقدمون إلى كلية الطب لديهم معدل قبول 91 ٪ ومعدل قبول 91 ٪ لكلية الحقوق. تدعي الكلية أن معدل القبول في كلية الطب لخريجيها يزيد عن ضعف المعدل الوطني.

## القبول
جذبت كلية الصَّليب المُقدَّس عادةً العديد من طلابها من مجموعة من المدارس الثانوية الكاثوليكية التاريخية والمدارس الداخلية الخاصة، على الرغم من أن غالبية الطلاب الجامعيين الحاليين يأتون من المدارس العامة. بلغ معدل القبول الإجمالي للطلاب الجامعيين في كلية الصَّليب المُقدَّس لصف 2019 القادم 34 بالمائة. في عام 2020، كان نطاق 50٪ من نقاط سات المتوسطة لأولئك الذين قدموا درجة 1290-1430 من أصل 1600. قبلت هولي كروس أول طالباتها في عام 1972، ويشكل طلابها حاليًا أغلبية من الإناث. تم وصف كلية الصَّليب المُقدَّس كواحدة من هايدن إيفيس لأكاديميتها وعملية القبول التي يمكن مقارنتها مع إيفي ليج في دليل ذا هايدن إيفيس، الإصدار الثالث: 63 من أفضل كليات وجامعات الفنون الليبرالية الأمريكية، الذي تم نشره في عام 2016.
في مايو 2005، أعلنت كلية الصَّليب المُقدَّس أنها لن تجعل درجات الاختبار الموحدة شرطًا للقبول. قال مسؤولو الكلية إن هذه السياسة ستقلل من أهمية اختبارات القبول وتضع وزناً أكبر على الخبرة الأكاديمية للمرشح كما يتضح من نص المدرسة الثانوية والتوصيات. الرسوم الدراسية للطلاب بدوام كامل للعام الدراسي 2017-18 هو $ 49,980.

## الترتيب
صنفت مجلة يو إس نيوز آند وورلد ريبورت جامعة الصليب المقدس (تُكتب في مصادر حرفيًا: جامعة هولي كروس) في المرتبة 36 في الولايات المتحدة بين كليات الفنون الحرة لعام 2021، والمرتبة 99 في «أفضل المدارس القيمة»، والمرتبة 133 في «أفضل أداء في التنقل الاجتماعي». كلية الصَّليب المُقدَّس هي أعلى كلية كاثوليكية مرتبة بين أفضل 50 مدرسة للفنون الحرة في قائمة يو إس نيوز. في عام 2019، صنفت فوربس هولي كروس 77 بين جميع الكليات والجامعات في قائمة «أفضل الكليات الأمريكية» والمرتبة 33 بين كليات الفنون الحرة. صنفت واشنطن الشهرية كلية الصَّليب المُقدَّس في المرتبة 18 بين كليات الفنون الحرة في الولايات المتحدة لعام 2020، بناءً على مساهمتها في الصالح العام كما تم قياسها من خلال الحراك الاجتماعي والبحث وتعزيز الخدمة العامة. وضع التمويل الشخصي من كيبلينجر كلية الصَّليب المُقدَّس في المرتبة 15 في تصنيفها لعام 2019 لأفضل 149 كلية فنون ليبرالية قيمة في الولايات المتحدة. في باي سكال 2019-20 دراسة في المرتبة الصليب المقدس 17 في الأمة بين كليات الفنون الحرة للإمكانات الراتب في منتصف حياتهم المهنية. تم اعتماد كلية الصليب المقدس من قبل لجنة نيو إنجلاند للتعليم العالي.

## برنامج مونتسيرات
يخدم برنامج جامعة الصليب المقدّس مونتسيرات المعترف به على المستوى الوطني، والمعروف سابقًا باسم برنامج السنة الأولى، كنهج فريد متعدد التخصصات للمناهج الدراسية والدورات لطلاب السنة الأولى القادمين. يركز برنامج مونتسيرات على المناقشة في شكل ندوة صغيرة ويشجع التعلم خارج الفصل الدراسي من خلال دمج فريد لحياة قاعة الإقامة.
يختار الطلاب من بين الندوات ويتم تشجيعهم على الاختيار بدافع الاهتمام، وليس بسبب متطلبات المنطقة الرئيسية أو المشتركة. الندوة عبارة عن دورة مدتها عام، على الرغم من أن بعض الأساتذة يقومون بتدريس ندوة وتبديل المناصب لفصلي الخريف والربيع. يتم تجميع كل ندوة في مجموعة الإقامة. على سبيل المثال، يمكن أن يكون الطالب إما في ندوة «الصناعة والإمبراطورية» أو «الإسلام والغرب: لقاءات» ولكنه ينتمي إلى مجموعة «المجتمع العالمي».
يعد برنامج مونتسيرات امتدادًا لبرنامج السنة الأولى، الذي تم إنشاؤه في عام 1992. حسب التقاليد، ضمت ندوات الخطة الخمسية سؤال كاتب القرن التاسع عشر الروسي ليو تولستوي: «كيف إذن سنعيش؟» على سبيل المثال، كان موضوع العام الدراسي 2006 «مع وجود الكثير من الادعاءات حول ما هو جيد وحقيقي، فكيف سنعيش إذن؟»  على الرغم من أن كل ندوة تغطي مجالات أكاديمية مختلفة، فإن جميع طلاب برنامج مونتسيرات يقرؤون ست قراءات مشتركة. عاش جميع أعضاء برنامج مونتسيرات في نفس قاعة الإقامة، هانسلمان هال، والتي ميزتها عن جهود السنة الأولى الأخرى في الكليات والجامعات على مستوى البلاد التي لا تحتوي على مكون سكني.

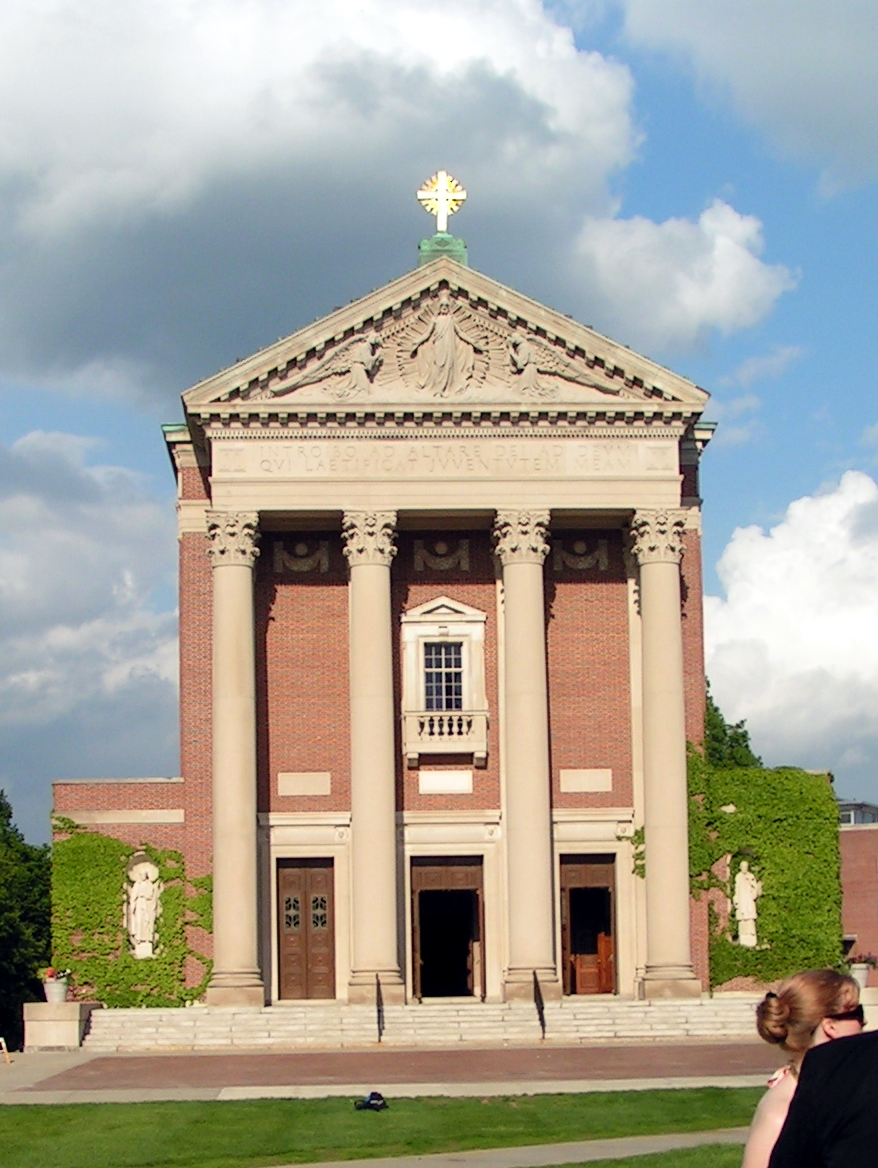
منظر لكنيسة القديس يوسف التذكارية

صرحت إدارة جامعة الصليب المقدّس أن الهدف الموحد للبرنامج هو محاولة «سد الفجوة» بين الحياة الأكاديمية والاجتماعية للطلاب. في تحليلها لمشاركي برنامج مونتسيرات فيما يتعلق بفصل السنة الأولى ككل، أظهرت التقييمات أن طلاب برنامج مونتسيرات «صنفوا مكان إقامتهم بشكل أفضل من طلاب السنة الأولى الآخرين، ... أدركوا إحساسًا أكبر بالمجتمع والتسامح بين عواماتهم، ... وتصرفوا بمسؤولية أكثر من طلاب السنة الأولى الآخرين كما يتضح من عدد أقل من القضايا التأديبية والحوادث المتعلقة بالكحول». بالإضافة إلى ذلك، بعد عامهم الأول، كان طلاب برنامج مونتسيرات أكثر احتمالًا من الطلاب الآخرين لتولي مناصب قيادية في الحرم الجامعي، والمشاركة في برامج الشرف والدراسة في الخارج، وتحقيق درجات أعلى بشكل ملحوظ، وأن يكونوا أكثر نشاطًا في برامج التوعية المجتمعية.
في مارس 2006، صوتت الجامعة لتنفيذ برنامج عالمي لجميع طلاب السنة الأولى. في محاولة لتوسيع هذه النتائج الإيجابية، وسعت الكلية برنامج برنامج مونتسيرات من برنامج 150 طالبًا إلى برنامج مونتسيرات الذي يشمل جميع طلاب السنة الأولى في جامعة الصليب المقدّس. من خلال مونتسيرات، تأمل الكلية في أن «يؤدي وضع الطلاب الجدد في دورات عالية المستوى تتعامل مع أفكار الصور الكبيرة، كما تأمل الكلية، على تعزيز اكتشاف الذات والتفكير فيما يجعل الحياة تعيش بشكل جيد.» كما هو الحال في برنامج السنة الأولى، تؤكد الكلية على حياة أفضل من خلال التعليم والتفكير من خلال مونتسيرات.

## برنامج التكريم
تقدم جامعة الصليب المقدّس برنامج مرتبة الشرف المتميز للطلاب الجامعيين ذوي القدرات العالية. برنامج الشرف مفتوح للطلاب في جميع التخصصات. يقتصر هذا البرنامج الانتقائي للغاية على 36 طالبًا في كل فصل من فصول السنة الثانية والمبتدئين والعليا من أي تخصص، ويتضمن ندوة مع مرتبة الشرف وأطروحة. يؤدي التركيز على البحث المستقل إلى إعداد الطلاب لمشاريع أطروحاتهم المكثفة، والتي يتم نشر نتائجها داخل الكلية. يقدم الطلاب المتفوقون أيضًا نتائجهم علنًا في المؤتمر الأكاديمي السنوي، وهو أحد أبرز أحداث العام الدراسي. بالإضافة إلى ذلك، تقدم بعض الأقسام الأكاديمية برامج مرتبة الشرف الخاصة بها.
تم تكريم طلاب جامعة الصليب المقدّس في السنوات الأخيرة كفولبرايت وجولد والتر ومارشال وترومان سكولرز.

## العدالة الاجتماعية والعمل التطوعي
كما أشار بيان رسالة الكلية («ما هي مسؤوليتنا الخاصة تجاه الفقراء والضعفاء في العالم؟»)، فإن التركيز الرئيسي لـ جامعة الصليب المقدّس، كمؤسسة، هو الفلسفة اليسوعية لما يُعرف بعبارة «الرجال والنساء للآخرين». في عام 2010، حصلت جامعة الصليب المقدّس على أعلى مرتبة من بين 28 كلية وجامعة يسوعية أمريكية في النسبة المئوية لخريجيها الذين يواصلون الخدمة في الفيلق اليسوعي التطوعي.
احتضنت جامعة الصليب المقدّس مدارس الفكر اللاهوتي المثيرة للجدل في بعض الأحيان، بما في ذلك لاهوت التحرير والعدالة الاجتماعية. نتيجة لذلك، في عام 1974، أشارت مجلة تايم إلى هولي كروس على أنها «مهد اليسار الكاثوليكي» لأنها علمت فيليب بيريجان والزعيم الاشتراكي مايكل هارينجتون، مؤلف الكتاب المؤثر عن الفقر، أمريكا الأخرى. اليوم، تم انتقاد الصليب المقدس، على غرار النظام الديني لليسوعيين ككل، من قبل بعض الأحزاب لكونه ليبراليًا بشكل مفرط وانحرافًا جوهريًا عن تعاليم الكنيسة الرسمية والتوجيهات البابوية، لا سيما فيما يتعلق بقضايا مثل الإجهاض والشذوذ الجنسي، تحرير اللاهوت، وفي رعايته لأحداث مثل ذا فاجينا مونولوغز (حرفيًا: مناجاة المهبل). منذ عام 2000، استضافت الكلية مؤتمراً يسمح بتنظيم ندوات من منظمة الأبوة المخططة ونارال. في عام 2007، كتب المطران روبرت مكمانوس للكلية يسأل الأب. ماكفارلاند بإلغاء الحدث، وهدد بإزالة الصفة الكاثوليكية للكلية إذا لم يتم إلغاء المؤتمر. لم يتابع الأسقف مكمانوس هذا التهديد.
في عام 2001، كانت جامعة الصليب المقدّس واحدة من 28 كلية وجامعة في البلاد لتلقي منحة من ليلي إندومينت (بالإنجليزية: Lilly Endowment) بمبلغ 2 مليون دولار. من خلال المنحة، أطلقت المدرسة برنامجًا مدته خمس سنوات «لإتاحة الموارد اللاهوتية والروحية للطلاب أثناء تمييزهم لعملهم الحياتي، بما في ذلك النظر في دعوات الخدمة الوزارية داخل الطوائف الدينية». تم استخدام المنحة أيضًا لتمويل التدريب داخل مدينة ورسستر ومقاطعة ورسستر للطلاب الذين يفكرون في فرص العمل في الوزارة والحكومة ووكالات الخدمة الاجتماعية.

## حرم الجامعة

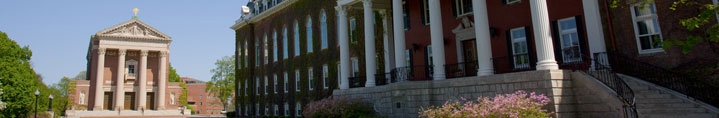
فينويك لون شرفة قاعة فينويك في المقدمة والكنيسة الصغيرة خلفها

فاز حرم جامعة الصليب المقدّس، وهو مشتل مسجل، بجوائز وطنية لتنسيقه المناظر الطبيعية. في عام 1977، تم الاستشهاد بـ جامعة الصليب المقدّس من قبل جمعية إدارة الأراضي المهنية (PGMS) لامتلاكها أفضل مدرسة أو جامعة في الولايات المتحدة. يتميز جامعة الصليب المقدّس بتصميم غير منتظم حيث 175 أكر (0.71 كـم2) يقع الحرم الجامعي على المنحدر الشمالي لتلة شديدة الانحدار تسمى جبل سانت جيمس، والتي توفر لها إطلالة بانورامية على مدينة ووستر. صنفت مجلة برينستون ريفيو الحرم الجامعي على أنه # 5 أجمل حرم جامعي في الدولة في عام 2010 ويصنف الحرم الجامعي باستمرار في أفضل 15 حرمًا. إن التصميم والمناظر الطبيعية متأصلان في العديد من الموضوعات والألقاب للمدرسة المعروفة باسم ذا هيل (بالإنجليزية: The Hill).
تشتمل مباني الكلية البالغ عددها 37 على مساكن سكنية ومباني أكاديمية في الأقسام الوسطى من الحرم الجامعي ومنشآت رياضية وممارسة في الضواحي على طرفيها الشمالي والجنوبي. تمتلك جامعة الصليب المقدّس أيضًا ستة عقارات خارج الحرم الجامعي.

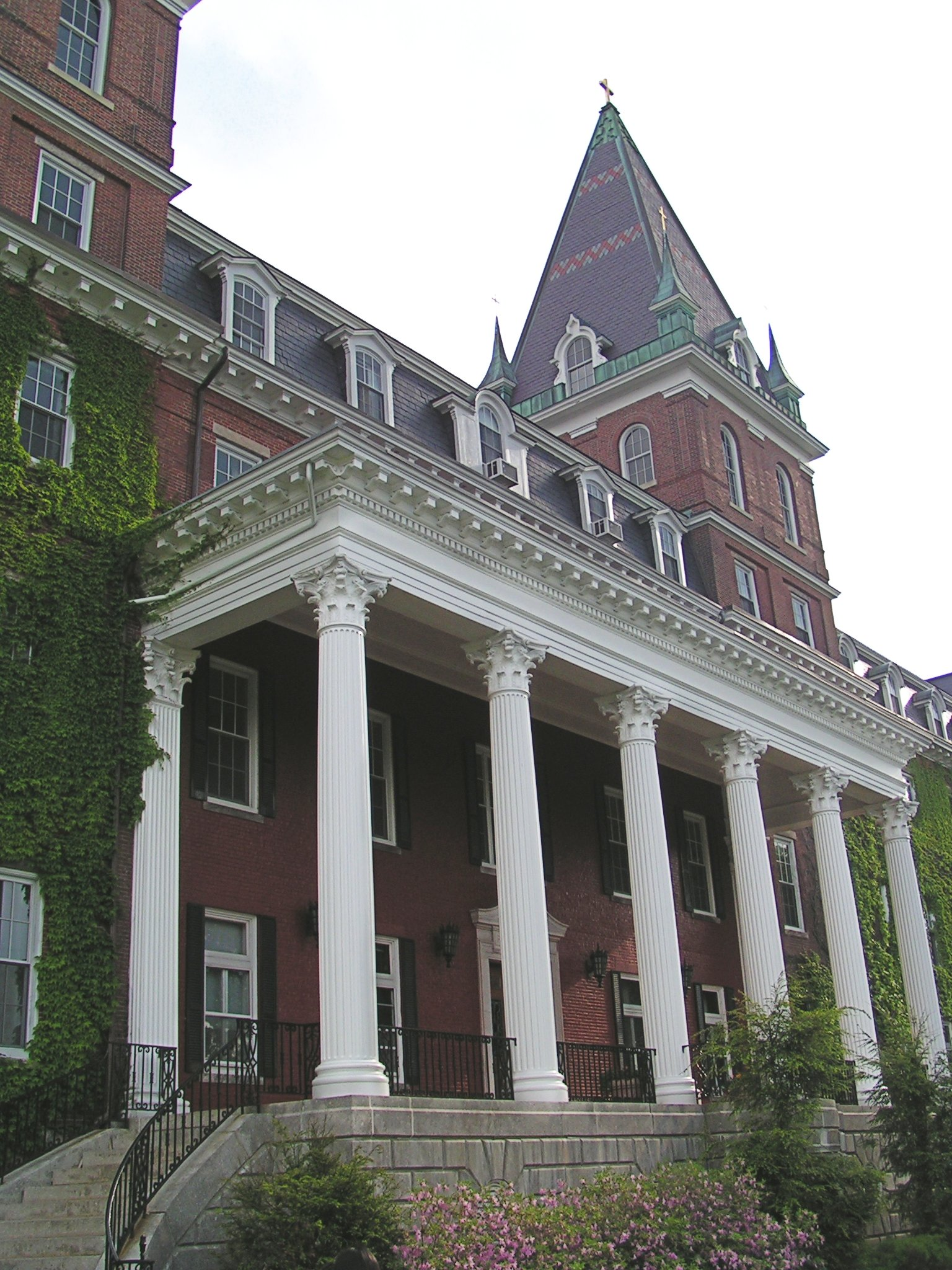
المبنى الرئيسي للكلية، فينويك هول

رسو بوابة الحرم الجامعي التقليدية ليندن لين هي قاعات شتاين وأوكين، والتي تتميز الأخيرة ببرج ساعة. يقع أقدم جزء من الحرم الجامعي في هذه المنطقة، حيث يرتبط أوكاني بقاعة فينويك هال، وهي أول مبنى تم تصميمه في عام 1843 ؛ كما يضم مكاتب القبول وقاعة بروكس للحفلات الموسيقية. تحتوي هذه المنطقة على أشجار مشذبة وخضراء ذات مناظر طبيعية تشمل على منحدر التل ثلاثة تماثيل برونزية عارية من تصميم إنزو بلازاتو وجورج كلوب وويلريك. هذا مكان شهير للمزح حيث يتناوب الطلاب على تزيين التماثيل. المنطقة المحيطة بفينويك وأوكاني هولز مُدرجة في السجل الوطني للأماكن التاريخية.
المباني البارزة شمال هذه المنطقة هي مكتبة ديناند، سميث هول، مركز الحرم الجامعي هوجان ؛ المجمع العلمي الذي يضم أونيل وسيوف وهابرلين هولز ؛ وبيفن هال، موطنًا لمجموعة متنوعة من الأقسام الأكاديمية. تم افتتاح سميث هول في عام 2001، وتم تمويل جزء كبير منه من قبل خريج هولي كروس بارك بي سميث، وهو مثير للإعجاب من الناحية المعمارية حيث تم بناؤه في جانب تل بالحرم الجامعي. يربط سميث هال بين الحرم الجامعي السفلي، حيث تحدث معظم الحياة الأكاديمية، والحرم الجامعي العلوي، حيث تتم معظم الحياة الاجتماعية والسكنية في الحرم الجامعي نظرًا لتصميمه الذي يشتمل على فينويك هال. ساحة خارج سميث هول، تسمى ميموريال بلازا، تخلد ذكرى سبعة من خريجي هولي كروس الذين لقوا حتفهم في هجمات 11 سبتمبر 2001.
إلى الطرف الغربي من الحرم الجامعي، يقع مركز ميلارد للفنون، وكنيسة القديس يوسف التذكارية، ومكتب القساوسة (كامبيون هاوس)، وقاعة لويولا، التي كانت بمثابة السكن اليسوعي في الماضي، ولكن تم تحويلها منذ ذلك الحين إلى قاعة أخرى للطلاب سكن. يقع السكن اليسوعي سيامبي هال الآن في الركن الشمالي الشرقي من الحرم الجامعي.

### الحياة السكنية
تدير جامعة الصليب المقدّس 11 قاعة إقامة داخل الحرم الجامعي مقسمة إلى ثلاث مجموعات جغرافية. يعيش أكثر من 90 بالمائة من الطلاب في الحرم الجامعي. غالبًا ما يعيش طلاب السنة الأولى في إحدى قاعات السكن الواقعة بالقرب من قمة التل الملقب بإيزي ستريت أو هانسلمان أو كلارك أو بروكس هالز، هيلي وليهي موجودان أيضًا في إيزي ستريت، لكنهما محجوزان لآبركلاسمان. هناك خيار آخر للسكن بالقرب من القسم الأوسط من الحرم الجامعي، وهو ويلر هال، وهو سوفوموري ريزندس هال. يمكن لطلاب آبركلاسمان الاختيار، اعتمادًا على نتائج يانصيب الإسكان التي عقدت في الربيع، بين قاعات سكن إيزي ستريت، هانسلمان، أو قاعات الإقامة من الطبقة العليا في الجزء السفلي من الحرم الجامعي: ألوميني وكارلين ولويولا. بالإضافة إلى ذلك، يتوفر لكبار السن خيارات قاعة ويليامز هال، المعروفة سابقًا باسم ذا سينيور أبارتمنتس (بالإنجليزية: The Senior Apartments)، وفيجي هال (بالإنجليزية: Figge Hall) أحدث مبنى سكني في الحرم الجامعي. فخر قاعة السكن بارز في الحرم الجامعي. لقد قامت العديد من قاعات الإقامة بإنشاء نوادي أو أشكال أخرى من البرامج المشتركة للمناهج الدراسية.

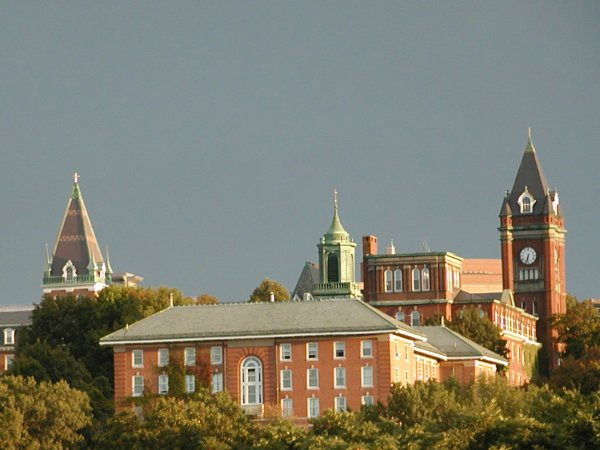
كارلين هول وهو سكن صغير ويقعُ خلفه أوكان وفينويك هولز.

تعتبر الشقق في ويليامز هال وفيجي هال هي الأكثر طلبًا بعد ترتيبات المعيشة في الحرم الجامعي. تضم كل شقة أربعة طلاب ومجهزة بحمام مع دش منفصل ومطبخ وغرفة معيشة وغرفتي نوم. تم الانتهاء من ويليامز هول في عام 2003 وتم تكريسها تكريما لإدوارد بينيت ويليامز في 26 أبريل 2008. في عام 2011، خصصت الكلية قاعة فيج، الواقعة في الحرم العلوي بالقرب من قاعات شارع إيزي ستريت. طلاب السنة الثانية إلى السنة الرابعة لديهم أيضًا خيار العيش خارج الحرم الجامعي ولكن نسبة صغيرة منهم فقط تفعل ذلك، حيث قامت المدرسة ببناء مساكن إضافية في السنوات الأخيرة وعدد الشقق المرغوبة بالقرب من الحرم الجامعي محدود.

### المكتبات
يتكون نظام مكتبة جامعة الصليب المقدّس من أربع مكتبات تقع في موقع مركزي داخل أراضي الحرم الجامعي. بما في ذلك ارتباطها بنظام المكتبات الإقليمية في وسط ماساتشوستس، وهو تعاون تم تشكيله في عام 2003 من قبل أكثر من 20 مكتبة أكاديمية وعامة وخاصة مع مجموعات بحثية في منطقة وسط ماساتشوستس، يمكن لطلاب جامعة الصّليب المُقدَّس الوصول إلى إجمالي إجمالي يبلغ حوالي 3.8 مليون مجلد وأكثر من 23000 اشتراك في المجلات والمجلات والصحف بين أكثر من 20 مؤسسة إقليمية.
مكتبة ديناند
تحتوي مكتبة ديناند الرئيسية على ما يقدر بـ 601930 كتابًا ومسلسلًا ودوريًا. تم افتتاحه في الأصل في عام 1927، وتوسع في عام 1978 بجناحين جديدين مخصصين لذكرى جوشوا وليا هيات وضحايا المحرقة النازية. تعد غرفة المطالعة في ديناند أيضًا مسرحًا لتجمعات جامعية مهمة، من بينها حفل توزيع الجوائز الرئاسي، وعروض توجيهية للسنة الأولى، وحفلات موسيقية.

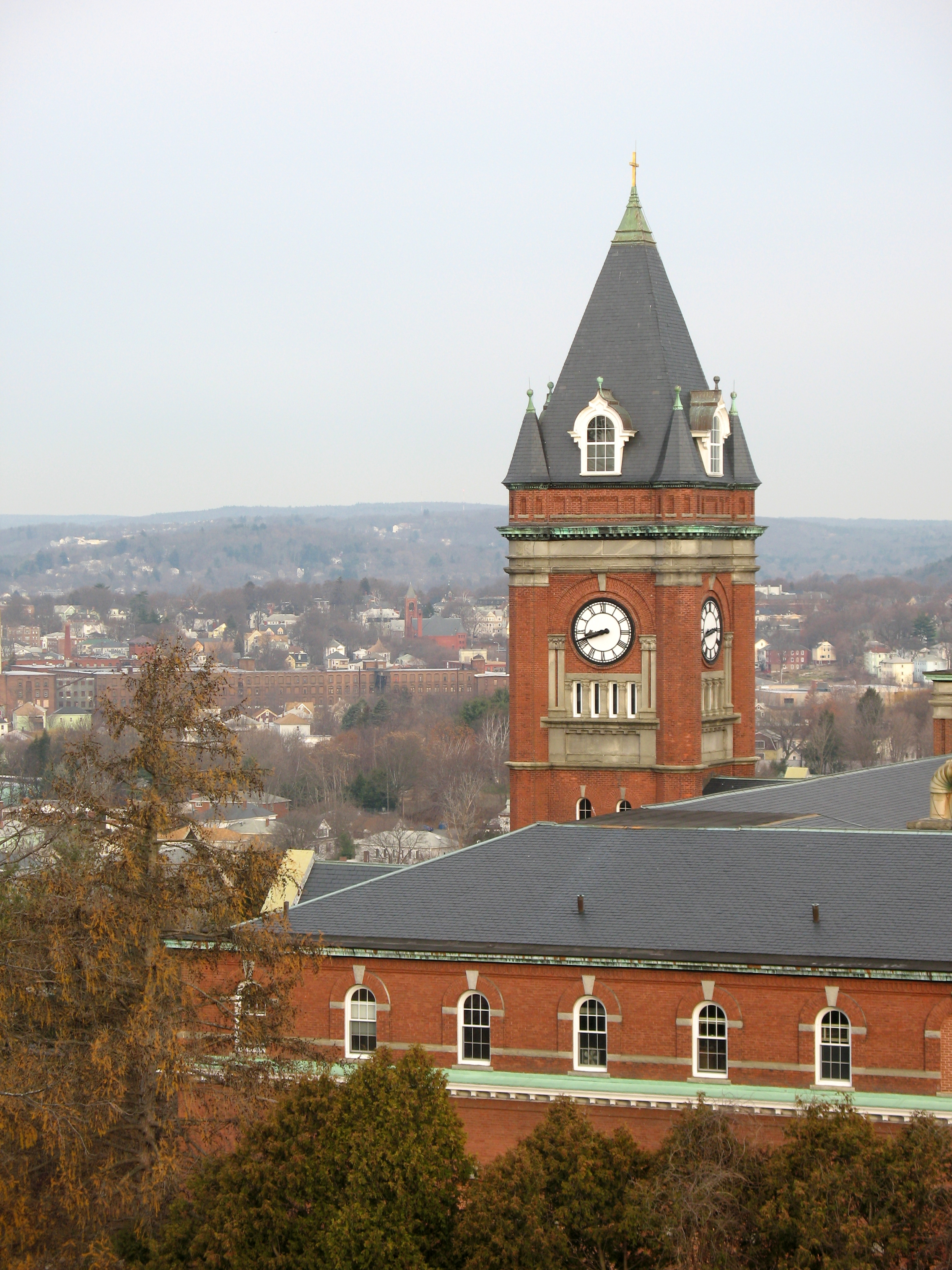
أوكات هال وبرج الساعة (منظر من الطرف الشمالي للحرم الجامعي).

يعتبر العديد من الطلاب ديناند المبنى الأكثر علمًا وإلهامًا في الحرم الجامعي. تم تشييد سقف الغرفة في عشرينيات القرن الماضي، وهو مقسم بنمط يشبه الشبكة ومزين بالذهب والزخارف المطلية والمنحوتات على طول الجزء العلوي من الجدران الداخلية. الشمعدانات الخشبية الكبيرة معلقة من السقف، والأعمدة الأيونية - التي تعكس تلك الموجودة على الجزء الخارجي للمكتبة - تثبت ثلاثة جوانب من الغرفة. تم العثور على المجموعة المرجعية الرئيسية من القواميس والموسوعات والببليوجرافيات في ديناند بالإضافة إلى الكتالوج على الإنترنت ومكتب مرجعي مزود بالموظفين.
أرشيف الكلية
تضم مكتبة ديناند أيضًا أرشيفات الكلية التي تجمع وتحفظ وترتب السجلات ذات القيمة الدائمة من مؤسسة الكلية في عام 1843 حتى الوقت الحاضر. تحتوي المحفوظات على مجموعات كاملة من جميع منشورات الكلية بما في ذلك الكتب السنوية وكتالوج الكلية والصليبي وسابقتها ذا توماهوك والمجلة الأدبية ذا بوربل والنشرات الإخبارية والنشرات والمواد المماثلة. توثق مجموعة صور شاملة للمسؤولين والموظفين وأعضاء هيئة التدريس والطلاب والخريجين والفرق الرياضية والأنشطة الطلابية والبيئة المبنية والحياة الجامعية بشكل عام.
هناك أيضًا مجموعة كبيرة من المواد السمعية والبصرية التي توثق المسرحيات والمحاضرات والأحداث الرياضية وغيرها. تحتوي أرشيفات الكلية أيضًا على قسم المجموعات الخاصة الذي يتكون من مجموعة الكتب النادرة ومجموعة جوسويتانا (مادة بواسطة اليسوعيين وعنهم). تشمل المجموعات البارزة أوراق جيمس مايكل كيرلي وديفيد آي والش ولويز إيموجين جيني وريف جوزيف ويليامز. هناك أيضًا مجموعات من المواد عن اليسوعيين وخريجي الجامعات وأصدقاء الكلية. أول قسيس بحري يحصل على وسام الشرف القس تم دفن جوزيف ت. أوكالاهان في المقبرة في الحرم الجامعي ويتم الاحتفاظ بجائزته في أرشيف الكلية. تحتوي المحفوظات أيضًا على مواد بحثية حول كاثوليكية نيو إنجلاند، وتعليم الصم الكاثوليك، والهولوكوست، بالإضافة إلى تاريخ نيو إنجلاند.
مكتبات فينويك وأوكلاهان وريهم وفيزيال ريسورس وورسستر آرت ميوزيم
المكتبات الخمس الأصغر فينويك وأوكلاهان وريهم وفيزيال ريسورس وورسستر آرت ميوزيم.
تأسَّست مكتبة فنويك الموسيقية عام 1978. وتجدر الإشارة بشكل خاص إلى مجموعات مكتبة الموسيقى من عشرات وتسجيلات مؤلفي القرن العشرين وتسجيلات الموسيقى العالمية والسير الذاتية للمؤلفين. تمتلك مكتبة الموسيقى العديد من الإصدارات الموثوقة لأعمال الملحنين الهامة التي تم جمعها، مثل باخ وبيتهوفن وموزارت.
مكتبة أوكلاهان ساينس، التي سميت على شرف القس جوزيف تي أوكلاهان. تضمُّ أكثر من 95000 مجلد من الأعمال والدوريات التي تخدم أقسام الأحياء والكيمياء والرياضيات والفيزياء بالكلية والجانب الأكثر علم الأعصاب من علم النفس.
تقع مكتبة ريهم، التي تم تخصيصها في سبتمبر 2001، داخل سميث هال. إنه بمثابة الفضاء العام الأساسي لمركز الدين والأخلاق والثقافة والإدارات الأخرى التي لها مكاتب داخل سميث هول. توفر مكتبة ريهم مساحة للضيافة، والمحاضرات والأحداث التي يرعاها المركز، ومساحة هادئة للقراءة والتأمل، وموارد مكتبة معززة حول الدين والروحانية. على الرغم من أنها ليست مكتبة بالمعنى التقليدي، إلا أن أرفف مكتبة ريهم تضم مجموعة غير متداولة من النصوص الأولية من مجموعة من التقاليد الدينية. سمي تكريما للخريج جاك رحم 54 وعائلته.

## الحياة الطلابية

### جوزيف ف. غرين جونيور
برنامج جامعة الصّليب المُقدَّس الذي يحملُ اسم جوزيف ف.جرين موت كورت، الذي سمي على اسم خريج الكلية، هو أحد المنظمات القليلة المستقلة في الحرم الجامعي. يتنافس طلاب البرنامج في جمعية المحكمة الصورية الأمريكية (AMCA). يواجه الطلاب مجموعة من الأسئلة الدستورية التي تتطلب البحث في قضايا المحكمة وتتوج بالحجج الشفوية أمام لجنة من القضاة. اعتبارًا من عام 2020، تم تصنيف برنامج جوزيف ف. جرين موت كورت باعتباره البرنامج الشامل السابع على مستوى البلاد. خلال البطولة الوطنية لعام 2019، احتل البرنامج المركز الأول بين كبار المدافعين الشفويين، بالإضافة إلى وضع شخصين آخرين في قائمة أفضل 25 شخصًا. في البطولة الوطنية لعام 2016، احتل البرنامج المرتبة الأولى في مسابقة الكتابة الموجزة للمشاركين. في البطولة الإقليمية للشمال الشرقي لعام 2019، تألفت المباراة النهائية من فريقين من فريق جامعة الصّليب المُقدَّس، مما أدى إلى احتلال المدرسة المركزين الأول والثاني.

### ألعاب القوى
ترعى جامعة الصّليب المُقدَّس 27 رياضة جامعية، تتنافس جميعها على مستوى القسم الأول. فُرق الجامعة أعضاء في رابطة باتريوت، ورابطة الهوكي الأطلسي، ومؤتمر الهوكي الشرقي في هوكي السيدات. من بين فرق الجامعة البالغ عددها 27 فريقًا، تدعم جامعة الصّليب المُقدَّس 13 رياضة للرجال و14 رياضة للسيدات. نسخة محفوظة 2 أغسطس 2009 على موقع واي باك مشين. يمنح تنفيذ 26 برنامجًا من برامج القسم الأول الأكاديمية جامعة الصّليب المُقدَّس أكبر نسبة للفرق لكل تسجيل في البلاد. تعد الكلية عضوًا مؤسسًا في رابطة باتريوت، وتفتخر بأن ربع طلابها يشارك في برامجها الرياضية الجامعية. خلال العقد الأول من وجودها، لم تقدم مدارس باتريوت ليج منحا دراسية رياضية. بدأ الدوري في السماح للمدارس بتقديم منح دراسية رياضية لجميع الألعاب الرياضية باستثناء كرة القدم في عام 2001، بعد انضمام الجامعة الأمريكية إلى الدوري، وفي عام 2012 تم السماح لأعضاء الدوري بتقديم منح دراسية لكرة القدم أيضًا.
تشمل المرافق الرياضية الرئيسية ملعب فيتون فيلد لكرة القدم (بسعة 23500)، وملعب كرة السلة في مركز هارت ريكرياشن (3600)، ومنتزه فيتون فيلد للبيسبول الذي تم تجديده حديثًا ويسمى أيضًا هانوفر إنسيرنس بارك في فيتون فيلد (3000)، هارت آيس رينك (1600)، ملعب ليندا جونسون سميث (1320)، ومركز سميث الصحي الموجود داخل مركز هارت. افتتح ملعب ليندا جونسون سميث لكرة القدم في خريف عام 2006.
جامعة الصّليب المُقدَّس هي واحدة من ثماني مدارس  فازت ببطولة الجامعات في كل من البيسبول وكرة السلة، بعد أن فازت في 1952 كوليج وولد سيريس. فازت الكلية أيضًا ببطولة الدعوة الوطنية لعام 1954 وشاركت في بطولة الباول لعام 1946. منذ أن قررت التركيز على الأكاديميين أكثر من ألعاب القوى، مرت الكلية بالعديد من اللحظات البارزة على المسرح الوطني. في عام 2006، أزعج فريق هوكي الجليد للرجال في جامعة الصّليب المُقدَّس المصنفة الأولى مينيسوتا غولدن غوفر في بطولة هوكي الجليد للرجال في بطولة الجامعات من القسم الأول لعام 2006. في عام 2016، تأهل فريق كرة السلة للرجال في جامعة الصّليب المُقدَّس لبطولة الجامعات، وحقق فوزه الأول بالبطولة منذ عام 1953. في عام 2017، حصل فريق بيسبول هولي كروس على عرض لبطولة الرابطة الوطنية لرياضة الجامعات، بفوزه على لا. المرتبة 25 في ولاية نبراسكا في منطقة كورفاليس الإقليمية.

### مجموعات الطلاب
يرتبط عدد كبير من المنظمات الطلابية بالكلية. نظرًا لبعدها النسبي عن مدينة رئيسية، وبدون حياة يونانية في جامعة الصّليب المُقدَّس، تدور الحياة الاجتماعية الجامعية حول عدد من المجموعات والأحداث التي ترعاها المدرسة والمنازل خارج الحرم الجامعي في شوارع المدينة القريبة (لا سيما بويدن وكامبريدج وكارو وشوارع تشيلسي والكلية وساوثبريدج) المفتوحة لكلاسمين.
تتميز الكلية أيضًا بمجموعة متنوعة من المجلات الطلابية ووسائل الإعلام والصحف بما في ذلك ذا فينويك ريفيو (بالإنجليزية: The Fenwick Review)، وهي مجلة للفكر المحافظ. المحامي، وهي مجلة تقوم على المبادئ الليبرالية. و The Spire، الصحيفة الأسبوعية التي ينشرها طلاب هولي كروس لمجتمع الكلية. تتوفر نسخ مجانية من الصحيفة التي يبلغ حجم تداولها 4000 جريدة عبر الإنترنت أو في أكشاك بيع الصحف بالحرم الجامعي في صباح يوم الجمعة العشر من كل فصل دراسي. يوجد في جامعة الصّليب المُقدَّس أيضًا محطة إذاعية يديرها الطلاب، WCHC -FM 88.1. WCHC هي محطة إذاعية غير ربحية تبث بدون إعلانات تجارية على مدار السنة. ينقل قسم ألعاب القوى البث المباشر للعديد من مباريات كرة القدم وكرة السلة والهوكي في المدرسة. يوجد في جامعة الصّليب المُقدَّس أيضًا مجلة قانونية تحملُ اسم مجلة الصليب المقدس للقانون والسياسة العامة (بالإنجليزية: The Holy Cross Journal of Law & Public Policy)، والتي يتمُّ نشرها سنويًا من قبل الطلاب الجامعيين.
يدير مجلس أنشطة الحرم الجامعي (CAB)، وهو منظمة يديرها الطلاب، العديد من اللجان التي تشرف على الأنشطة على مستوى الحرم الجامعي وخدمات الطلاب مع التركيز على البرمجة المسائية وعطلة نهاية الأسبوع. تقوم جمعية الطلاب الحكومية (SGA) بوضع معظم التمويل لهذه البرامج وتوفيرها، وتمثل مصالح الطلاب عند التعامل مع الإدارة. تم تطوير جمعية الطلاب الحكومية وفقًا لنموذج الحوكمة المشتركة مع قسم شؤون الطلاب. تؤكد جمعية الطلاب الحكومية أنها تمثل الطلاب من خلال إدارة الكلية، وتقدم خدمات للطلاب، وتطلق برامج ومبادرات جديدة. تتكون هذه الحكومة من هيئة تنفيذية مزدوجة من الرؤساء المشاركين إلى جانب مجلس الوزراء التنفيذي. الهيئة التشريعية ذات مجلسين وتتكون من مجلس الشيوخ المنتخب والجمعية العامة الأكبر التي تستمد عضويتها من المنظمات الطلابية. يعمل المجلس القضائي في جمعية الطلاب الحكومية كسلطة قضائية، حيث يستمع إلى الطعون المتعلقة بجمعية الطلاب الحكومية وكذلك تلك الناتجة عن مخالفات مواقف الطلاب الصادرة عن إدارة السلامة العامة. أخيرًا، تشرف لجنة الانتخابات على انتخابات الحكومة الطلابية وتبت في الطعون الناتجة عنها.
مسرح الكلية البديل (بالإنجليزية: Alternate College Theatre) ويُعرف اختصارًا بـ ACT هي مجموعة مسرحية في الحرم الجامعي حيث يشارك الطلاب في إنتاج وتصميم وتوجيه وكتابة وتمثيل أعمالهم التي يديرها الطلاب. إنهم يعملون عن كثب مع قسم المسرح في الحرم الجامعي ويقدمون ثلاثة عروض كل عام (مسرحيتان متتاليتان وواحدة موسيقية) إلى جانب العديد من الإنتاجات والأحداث الأخرى. أكبر منظمة طلابية في جامعة الصّليب المُقدَّس، برامج الطلاب للتنمية الحضرية (SPUD)، هي منظمة خدمة مجتمعية برعاية مكتب قساوسة الكلية وتتألف من أكثر من 45 برنامج توعية مختلف وأكثر من 600 عضو نشط. تشملُ برامج العدالة الاجتماعية والتطوعية الأخرى التي تقدمها جامعة الصّليب المُقدَّس، باكس كريستي، ومشروع خدمة أبالاشيا، وأوكسفام أمريكا (سابقًا تحالف الطلاب حول الجوع والتشرد (SCOHAH))، وبرنامج آخر سمي على شرف الأب. بدرو آروبيه، الذي تصفه هولي كروس بأنه «برنامج قائم على الإيمان يستجيب للدعوة إلى العمل من أجل السلام والعدالة في العالم». مجلس جامعة الصّليب المُقدَّس فرسان كولومبوس (بالإنجليزية: Knights of Columbus) هو ثالث أقدم مجلس جامعي في الترتيب الذي تم إنشاؤه في عام 1929.

### التقاليد
تتميز الحياة الطلابية في الصليب المقدس بعدد من التقاليد والاحتفالات الفريدة:
- ليلة الحانة: في معظم أيام الثلاثاء خلال العام الدراسي، يجتمع كبار السن مع كبار السن في الحانة الواقعة في مركز هوجان للحرم الجامعي. يتزامن الحدث مع «سبوت 10»، وهي ليلة أسبوعية مفتوحة للميكروفون لفرق هولي كروس وأحيانًا خارج المؤدين، والتي تقام بجوار الحانة.
- ستيكبال : ويلر هال هي أكثر قاعات الإقامة طوابقًا، وتشتهر بتقاليدها الفريدة. إنه أيضًا موقع لرياضة الحرم الجامعي الشهيرة المعروفة باسم ستيكبال، وهي تقليد طويل الأمد للصليب المقدس يلعبه عادة سكان ويلر. تشير التقديرات إلى أن طلاب هولي كروس بدأوا لعب كرة العصا في ويلر هول حوالي عام 1940، وقد طورت الكلية نسختها الخاصة من هذه الرياضة. تتناسب هذه الرياضة مع كرة العصا المجاورة، ويتم لعبها بكرة التنس وعصا المكنسة. ويلر هول ذو الخمسة طوابق والتصميم المتناسق يجعله مكانًا مثاليًا للعب ومشاهدة هذه الرياضة. يساعد التل الموجود خلف اللوحة الرئيسية في المساهمة في إعداد منطقة اللعب الطبيعية الشبيهة بالمدرج.
- معركة العصابات (بالإنجليزية: Battle of the Bands): أقيمت في عطلة نهاية الأسبوع قبل نهاية الفصول الدراسية، وتتنافس المجموعات الموسيقية التي ينظمها الطلاب لكسب مكان افتتاح مرغوب فيه في حفل سبرينت ويكند الذي أقيم في عطلة نهاية الأسبوع التالية. يستبعد الحكام الفرق الموسيقية من خلال سلسلة من المجموعات التي تسبق الجولة النهائية، حيث يصوت الطلاب الحاضرين لاختيار الفرقة الفائزة.[69]
- عطلة نهاية الأسبوع في الربيع: عطلة نهاية الأسبوع الربيعية، التي ينظمها مجلس أنشطة الحرم الجامعي (CAB)، هي حدث سنوي يمثل نهاية الفصول الدراسية. تُقام دائمًا في الأسبوع السابق للنهائيات، وتشمل الأحداث مهرجان الربيع والألعاب النارية وحفل الربيع. في الماضي، كان من بين الفنانين المدعوين فرقة بات ماكي باند (2001)، ووايكلف جين (2002)، وثيرد أي بلايند (2003، 2016)، وهوي داي (2004)، وذا روتس (2004)، وفابلوس أند ذا بيجينينج لاين (2005) وفانتوم بلانيت (2006) وجاستر (2006) ولوب فياسكو (2009) ودريك (2010) وكولي أند ذا فار إبست موفمنت (2011) وماك ميلر ووولك ذا مون (2013). قامت نيللي ونوكس بأداء عرض مباع بالكامل في عام 2014. افتتح دي جي بوب داوج أمام جيسي جي في عام 2015.[70] في عام 2016، افتتح فنان التسجيل جوجو عنوان ثيرد آي بليند.[71] تم افتتاح مجموعة تايم فلايز لـ تي-باين في عام 2017.[72]

## اختبار
- 100 يوم كرة: كل ربيع، عندما يترك 100 يوم في جامعة الصليب المقدس لطلبة كبار المتخرجين، فإن جمعية المفتاح الأرجواني (PKS)، وهي منظمة خدمية تعزز روح المدرسة والولاء والحماس، ترعى عشاءً ورقصًا غير رسمي في منطقتهم. شرف. يقول التقليد أن الحضور يضعون قائمة بزملائهم الأكبر سنًا الذين يرغبون في تقبيلهم، ويحاولون المتابعة قبل انتهاء الليل.
- يوم الفخر الأرجواني: في كل عام، تختار جمعية المفتاح الأرجواني يومًا لتلوين الحرم الجامعي باللون الأرجواني، اللون الرسمي للمدرسة، لتعزيز روح المدرسة والفخر بها. يتضمن ذلك توزيع بالونات أرجوانية وقمصان أرجوانية وبسكويت أرجواني وملصقات أرجوانية والعديد من العناصر الأخرى على مدار اليوم. عادة ما يتزامن يوم الفخر الأرجواني مع حدث رياضي في هولي كروس.
- كيب ويك: بعد انتهاء فصل الربيع، يقضي العديد من الطلاب أسبوعًا من الإجازة في كيب كود. عادةً ما يستأجر الطلاب منازل أو يقيمون في الفنادق القريبة لبضعة أيام من الحفلات والتجمعات. عادة، يقضي الطلاب الأسبوع في هيانيس أو في البلدات المجاورة.

## الشارات
اللون
لون المدرسة بنفسجي. هناك نوعان من النظريات حول كيفية اختيار جامعة الصليب المقدس اللون الأرجواني كلون رسمي لها. يقترح أحدهم أنها مشتقة من اللون الأرجواني الملكي الذي استخدمه قسطنطين الكبير (ولد حوالي 275 بعد الميلاد، وتوفي عام 337 بعد الميلاد) كما هو معروض على لاباروم (المعيار العسكري) وعلى تلك الخاصة بأباطرة روما المسيحيين اللاحقين.
ختم الكلية
يوصف ختم كلية الصليب المقدس على النحو التالي:
تنص الدائرة الخارجية باللغة اللاتينية على «كلية الصليب المقدس، جمعية يسوع، ووستر، ماساتشوستس».
يحتوي الدرع الداخلي على كتاب مفتوح (رمز التعلم) وصليب من ذهب (رمز الإيمان المسيحي). مكتوب في الكتاب شعار الكلية، In Hoc Signo Vinces؛ الذي يترجم كـ «بهذه العلامة سوف تَغلب». وتنسب العبارة إلى قسطنطين.
يقسم الصليب الجزء السفلي من الدرع إلى أرباع، باللون الأحمر والسمور بالتناوب، وهي الألوان الموجودة على درع ورسستر القديم بإنجلترا. يحتوي الجزء العلوي من الدرع في وسطه على شعار جمعية يسوع، وهي شمس متوهجة عليها الحروف IHS، وهي الأحرف الثلاثة الأولى من اسم يسوع باليونانية. يوجد على كلا الجانبين مارتليت، تذكرنا بتلك الموجودة على قمة أسلاف الأسقف فينويك.
التعويذة
تُعرف فرق جامعة الصليب المقدس الرياضية لكل من الرجال والنساء باسم الصليبيين. يُذكر أن اسم «الصليبي» ارتبط لأول مرة بـ جامعة الصليب المقدس في عام 1884 في مأدبة للخريجين في بوسطن، حيث ظهر على رأس القائمة صليبي محفور على حصان مدرع. في عام 2018، قررت الكلية التخلص التدريجي من استخدام صور نايت، متقاعدًا من التميمة جامعة الصليب المقدس إجي تي كروسدار. اختارت جامعة الصليب المقدس بدلاً من ذلك الشعار الثانوي (الأساسي الآن) للدرع الأرجواني مع "HC" المتشابك.
الشعار
يُنسب الشعار اللاتيني Hoc Signo Vinces، «في هذه العلامة يجب أن تغزو/تغلب»، إلى الإمبراطور قسطنطين الكبير، وهو إمبراطور روماني معروف بتسامحه مع المسيحيين. وفقًا لبعض المؤرخين، كان لدى قسطنطين حلم أو رؤية لصليب ملتهب في السماء مع هذا النقش في اليوم السابق لانتصاره الحاسم على ماكسينتيوس في جسر ميلفيان (28 أكتوبر، 312). أدى هذا الانتصار إلى الاستيلاء على روما وأقنعه بأهمية المسيحية.

## الاستدامة البيئية
في عام 2007، نقلاً عن التزام الكلية بالقيم اليسوعية، قال الرئيس القس. وقع مايكل سي ماكفارلاند، على الالتزام المناخي لرؤساء الكلية والجامعات الأمريكية. تطلبت خطة الكلية من المؤسسة خفض انبعاثات الكربون بنسبة 20٪ قبل عام 2015. كهدف نهائي، تهدف جامعة الصليب المقدس إلى أن تكون خالية من الكربون بحلول عام 2040. اتخذت جامعة الصليب المقدس العديد من الخطوات نحو الاستدامة البيئية، مما أدى إلى تقليل انبعاثات الكربون في المؤسسة بنسبة 46.8 في المائة بين عامي 2007 و2017 وفقًا لأحدث البيانات.
تمشيا مع جهود الاستدامة، شرعت جامعة الصليب المقدس مبادرات متعددة للحد من النفايات والتلوث. أبرمت الكلية عقدًا مع زيبكار لتشغيل أربع سيارات لتقليل الحاجة إلى السيارات المملوكة للأفراد في الحرم الجامعي. إذا سمحت الأحوال الجوية، يقوم ضباط السلامة العامة بتشغيل السيارات والدراجات التي تعمل بالبطاريات. بالإضافة إلى ذلك، أصبحت قاعة طعام كيمبال، قاعة الطعام الرئيسية في الكلية، بلا أطباق في عام 2009. يتم إهدار كمية أقل من الطعام بنسبة 25 إلى 50 في المائة، ويتم توفير ما يصل إلى نصف جالون من الماء لكل صينية غير مغسولة، مما يوفر 900 جالونًا من الماء يوميًا. يوفر جامعة الصليب المقدس لجميع الطلاب حاوية مشروبات قابلة لإعادة الاستخدام في بداية كل عام دراسي.

## الخريجون

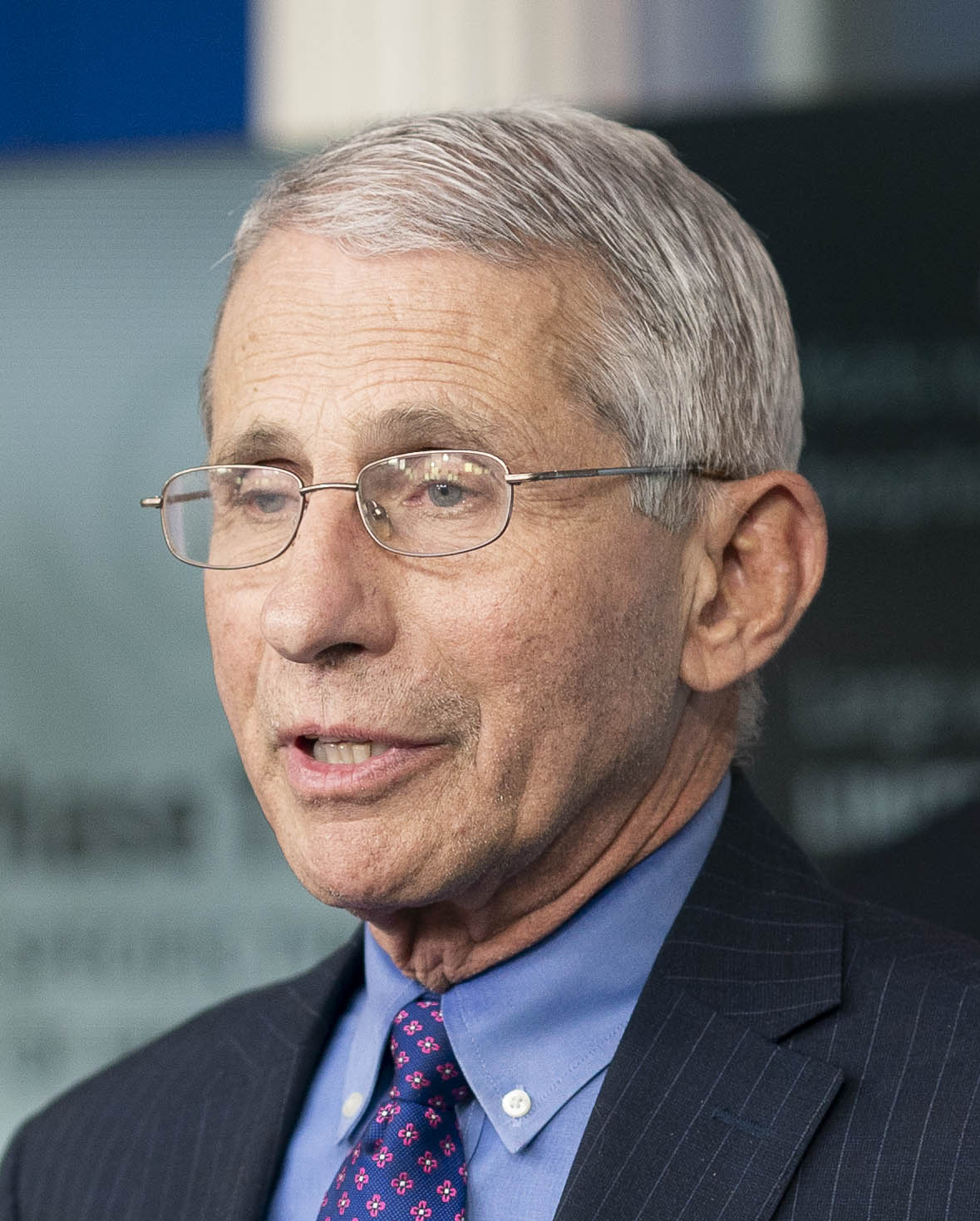
أنتوني فوسي، دفعة 1962، مدير المعهد الوطني للحساسية والأمراض المعدية والمستشار الطبي الأول للرئيس الأمريكي

كان لدى جامعة الصليب المقدس أكثر من 35000 خريج اعتبارًا من يناير 2007. يوجد 39 ناديًا لخريجي جامعة الصليب المقدس في الولايات المتحدة ونادي دولي واحد. قدم عدد من خريجي جامعة الصليب المقدس مساهمات كبيرة في مجالات الحكومة والقانون والأوساط الأكاديمية والأعمال والفنون والصحافة وألعاب القوى، من بين أمور أخرى. اعتبارًا من عام 2019، كان متوسط الراتب لخريجي هولي كروس حديثًا 62800 دولار، كان متوسط الراتب في منتصف الحياة المهنية لخريج هولي كروس 129,700 دولار.
كلارنس توماس، قاضي المحكمة العليا للولايات المتحدة؛ كريس ماثيوز، مضيف برنامج هاردبال على إم إس إن بي سي مع كريس ماثيوس وذا كريس ماثيوس شاو على قناة إن بي سي؛ وكرة السلة قاعة المشاهير أعضاء وبوسطن سلتكس خالدين بوب كوزي وتوم هاينسون من بين معظم خريجي الجامعات الشهيرة. كان تيموثي ليري طالبًا في جامعة الصليب المقدس، على الرغم من انسحابه بعد عامين. كان مايكل هارينجتون، مؤلف كتاب أمريكا الأخرى وشخصية مؤثرة في بدء الحرب على الفقر في الستينيات، خريج الكلية، وكذلك الزعيم السلمي الشهير فيليب بيريجان. ويندل آرثر غاريتي، قاضٍ فيدرالي أمريكي مشهور بإصدار أمر عام 1974 بإلغاء الفصل العنصري في مدارس بوسطن عن طريق النقل، وهو أيضًا خريج. كان المحامي الكبير في واشنطن العاصمة إدوارد بينيت ويليامز خريجًا. بالإضافة إلى حياته المهنية القانونية، امتلك ويليامز شركتي واشنطن ريدسكينس وبالتيمور أوريولز.
بوب كيسي، الأب، حاكم ولاية بنسلفانيا، بوب كيسي الابن، ابنه، أمين صندوق بنسلفانيا والسيناتور الأمريكي، وإدوارد ديبريت، حاكم ولاية رود آيلاند، من بين أبرز الخريجين المشاركين في السياسة. جون فافرو، مدير كتابة الخطابات للرئيس باراك أوباما والمؤسس المشارك لبود سايف أمريكا. تخرج مارك كينيدي شرايفر، عضو عائلة كينيدي السياسية ونائب الرئيس والمدير العام للبرامج الأمريكية لمؤسسة أنقذوا الأطفال (بالإنجليزية: Save the Children) الخيرية، من جامعة الصليب المقدس في عام 1986.

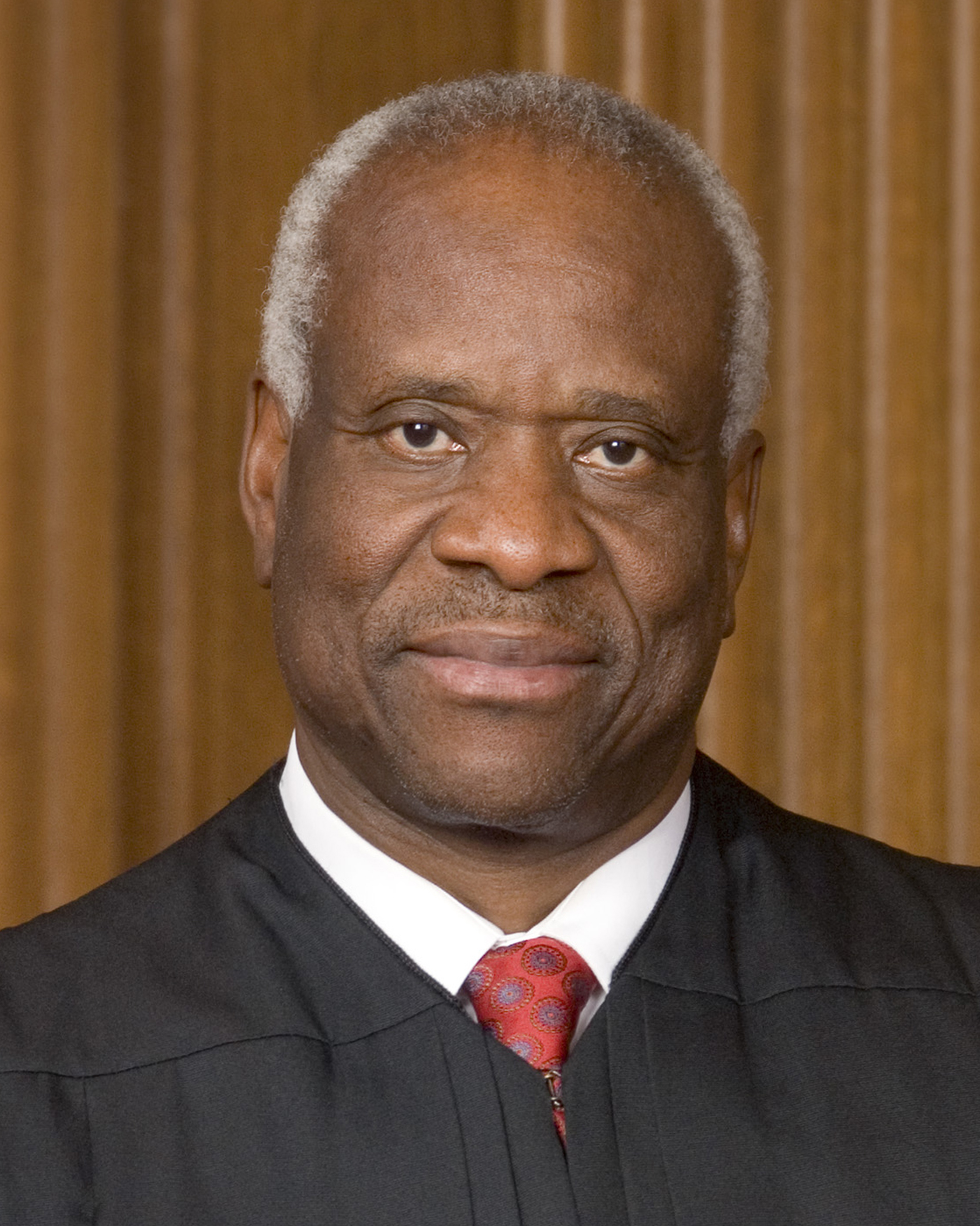
كلارنس توماس، دفعة 1971، وصي سابق وقاضي حالي في المحكمة العليا

في عام 2003، مُنحت درجة فخرية ومنصة عامة لخريج جامعة الصليب المقدس المؤيد لحق الاختيار كريس ماثيوز على الرغم من اعتراضات الخريجين المؤيدين للحياة. رئيس الكلية الاب. دافع مايكل مكفارلاند عن الدعوة والشهادة، على الرغم من التوجيه الواضح من مؤتمر الولايات المتحدة لسياسات الأسقف الكاثوليكي وسياسات الكنيسة الكاثوليكية بعدم إعطاء منصة عامة لمن هم على خلاف مع المقتنيات المركزية للكنيسة، مثل التعاليم المتعلقة بالإجهاض. يواصل ماكفارلاند مع غالبية مجتمع هولي كروس الحالي الدفاع عن هذا، مشيرًا إلى أنه في حين أن ماثيوز مؤيد للاختيار، فإن هذه ليست صفته المميزة ولم يتحدث عن الإجهاض في خطابه.
شغل العديد من الخريجين مناصب عليا في عالم الأعمال والتمويل: بوب رايت، رئيس مجلس الإدارة والرئيس التنفيذي لشركة إن بي سي يونيفرسال، ونائب رئيس مجلس إدارة جنرال إلكتريك؛ جيمس ديفيد باور الثالث، مؤسس شركة جي دي باور أند أسوسييتس؛ ويليام جيه ماكدونو، رئيس البنك الاحتياطي الفيدرالي في نيويورك ونائب رئيس مجلس إدارة ميريل لينش.
في مجال الإعلام والفنون، لدى جامعة الصليب المقدس العديد من الخريجين المتميزين: آن دود، الممثلة الحائزة على جائزة إيمي والتي اشتهرت بأدوارها في حكاية أمة والباقون، نيل هوبكنز، ممثل اشتهر بأدواره في لوست ونيب/تك؛ بيل سيمونز، كاتب العمود الرياضي في إي إس بي إن ورئيس ذا رينجر، القناة 33، وشبكة بيل سيمونز بودكاست نيتورك؛ دان شونسي، كاتب العمود الرياضي في بوسطن جلوب؛ بارتليت شير، مخرج برودواي الحائز على جائزة توني؛ جو ماكجينيس، مؤلف كتاب بيع الرئيس (بالإنجليزية: The Selling of the President) ورؤية قاتلة (بالإنجليزية: Fatal Vision) وكتب أخرى ذائع الصيت؛ إدوارد ب. جونز، الحائز على جائزة بوليتسر لعام 2004 في الرواية عن كتابته «العالم المعروف»؛ بيلي كولينز، 2001–03 الشاعر الحائز على جائزة الولايات المتحدة؛ ديف أندرسون، كاتب العمود الرياضي في نيويورك تايمز ، الحائز على جائزة بوليتسر للتعليق عام 1981؛ جاك هيغينز، رسام الكاريكاتير التحريري لصحيفة شيكاغو سن-تايمز، الحائز على جائزة بوليتسر لعام 1989 للرسوم الكاريكاتورية الافتتاحية؛ وكيفن أوكونور، مقدم البرنامج التلفزيوني ذيس أولد هاوس. في الفن والعمارة، فيتو أكونشي.
في العلوم، يوجد في جامعة الصليب المقدس أيضًا العديد من الخريجين البارزين، بما في ذلك جوزيف موراي، الحائز على جائزة نوبل في الطب عام 1990؛ عالم المناعة أنتوني فوسي، رئيس المعهد الوطني للحساسية والأمراض المعدية (NIAID) وكبير المستشارين الطبيين للرئيس؛ ومؤسسة ماك آرثر المهندس البيولوجي «العبقري» جيم كولينز.

## روابط خارجية
- الموقع الرسمي
- موقع ويب جامعة الصليب المقدس لألعاب القوى